# Hurghada Lufthavn
Hurghada Lufthavn (IATA: HRG, ICAO: HEGN) er en international lufthavn der ligger ved Hurghada i den østlige del af Egypten. I 2010 ekspederede lufthavnen 8.062.652 passagerer, hvilket gør den til landets tredje travleste og den femte i Afrika. Lufthavnen har en stor trafik med turister fra det meste af Europa.
Der er i øjeblikket 1 terminal i Hurghada Lufthavn, og en anden er under opførsel. I 2000'erne blev der opført en stor ankomsthal.